# Forteresse Médicis (Volterra)
La forteresse de Volterra (en italien : Fortezza di Volterra) est une ancienne forteresse établie sur la colline dominant la ville de Volterra, dans la province de Pise en Toscane,.

## Description
La forteresse est composée de deux structures réunies par de hauts murs défensifs : la Rocca Vecchia, également appelée Cassero, construite en 1342 par le duc d'Athènes Gautier VI de Brienne, gouverneur de Florence et modifiée par Laurent le Magnifique de Médicis et la Rocca Nuova, appelée Il Mastio, construite par Laurent le Magnifique entre 1472 et 1474.
Aujourd'hui, elle est utilisée comme prison d'État à sécurité moyenne, inaccessible et non visitable, sauf certains jours très particuliers, non récurrents et par petites portions.

## Historique

### La Rocca Vecchia
La Rocca Vecchia, ou encore la Femmina par opposition au il Mastio, partie intégrante de la Rocca Nuova, fut érigée par Gautier VI de Brienne, duc d'Athènes en 1342 : Volterra, dans une tentative de surmonter les luttes internes entre les familles les plus importantes de la ville, principalement les Belforti et les Allegretti, pour le contrôle du gouvernement de la ville, décide, à l'instar de Florence, de céder la seigneurie au duc d'Athènes.
Cependant, ce fut une seigneurie de courte durée puisqu'Ottaviano Belforti réussit à reprendre le pouvoir au cours de l'été 1343.

### La Rocca Nuova
L'origine de la modernisation de l'ancienne forteresse et de la construction de la nouvelle réside dans la découverte des mines d'alun dans la région de Volterra et dans la guerre qui s'ensuivit entre les villes de Volterra et Florence, pour leur contrôle et leur exploitation. L'acte final fut le siège mené par Frédéric III de Montefeltro, à la solde de Laurent de Médicis, qui conquit et pilla la ville en 1472 : à partir de ce moment Volterra fut intégrée à la république de Florence et sa soumission fut totale. En un peu plus d'un an, la Rocca Nuova fut construite, détruisant deux quartiers entiers et le palais épiscopal. 

### Fonction de la forteresse
Il semble que ce soit Frédéric III de Montefeltro lui-même qui ait suggéré la construction de la nouvelle forteresse : celle-ci, en effet, grâce aux modifications apportées, n'était plus destinée à protéger la ville, mais à la contrôler. L'imposante forteresse surplombait la ville et s'avançait dans celle-ci, de sorte que la garnison florentine, hébergée ici, pouvait facilement surveiller la situation et intervenir facilement pour réprimer toute tentative de rébellion.
Les deux longues courtines construites pour relier l'ancienne forteresse à la nouvelle servaient également à empêcher une attaque contre les deux fortifications, créant ainsi une véritable citadelle : cet espace intérieur servait également aux manœuvres militaires, d'entrepôt d'armes et aussi d'espace protégé où la population pouvait être abritée en cas de siège.

## Galerie

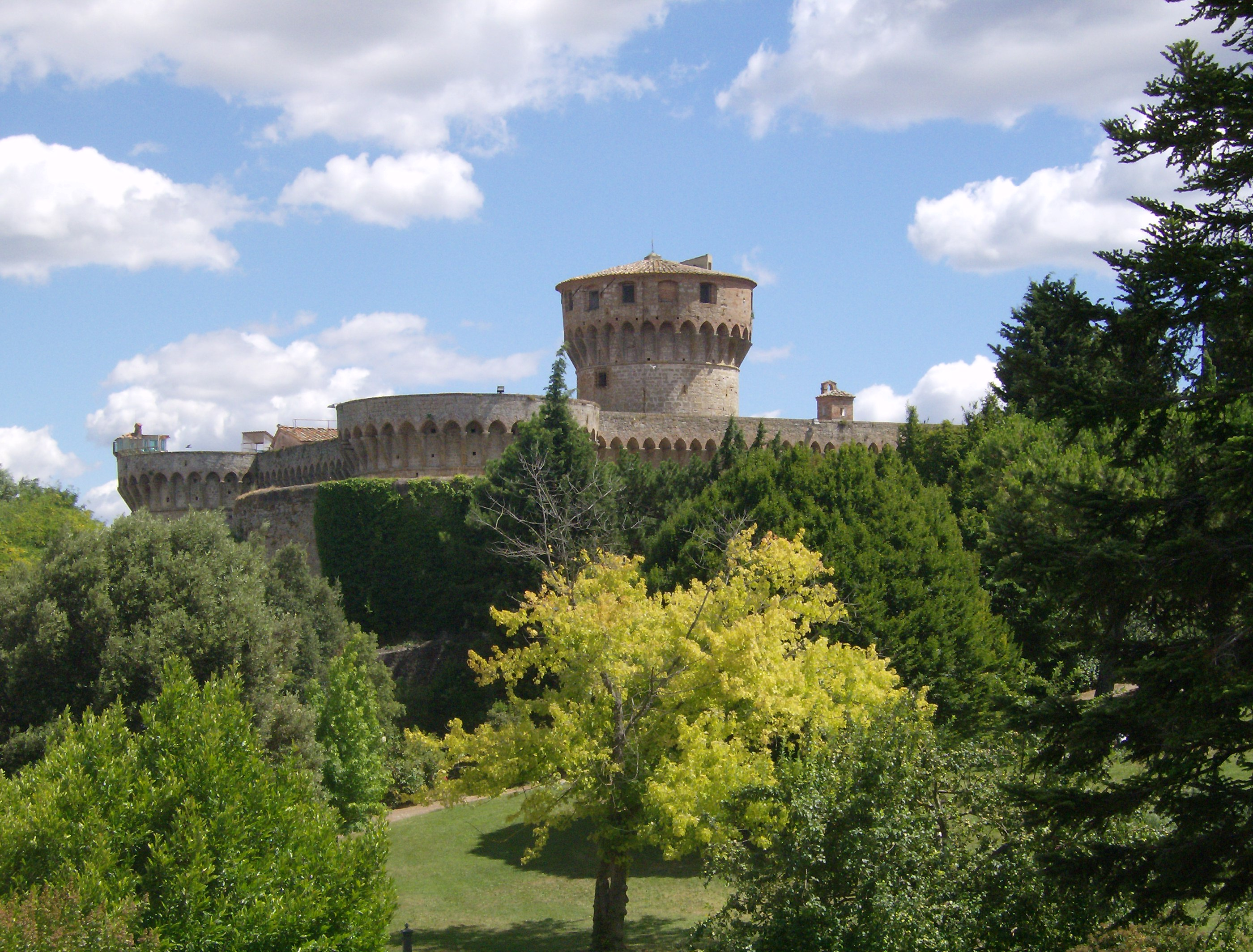
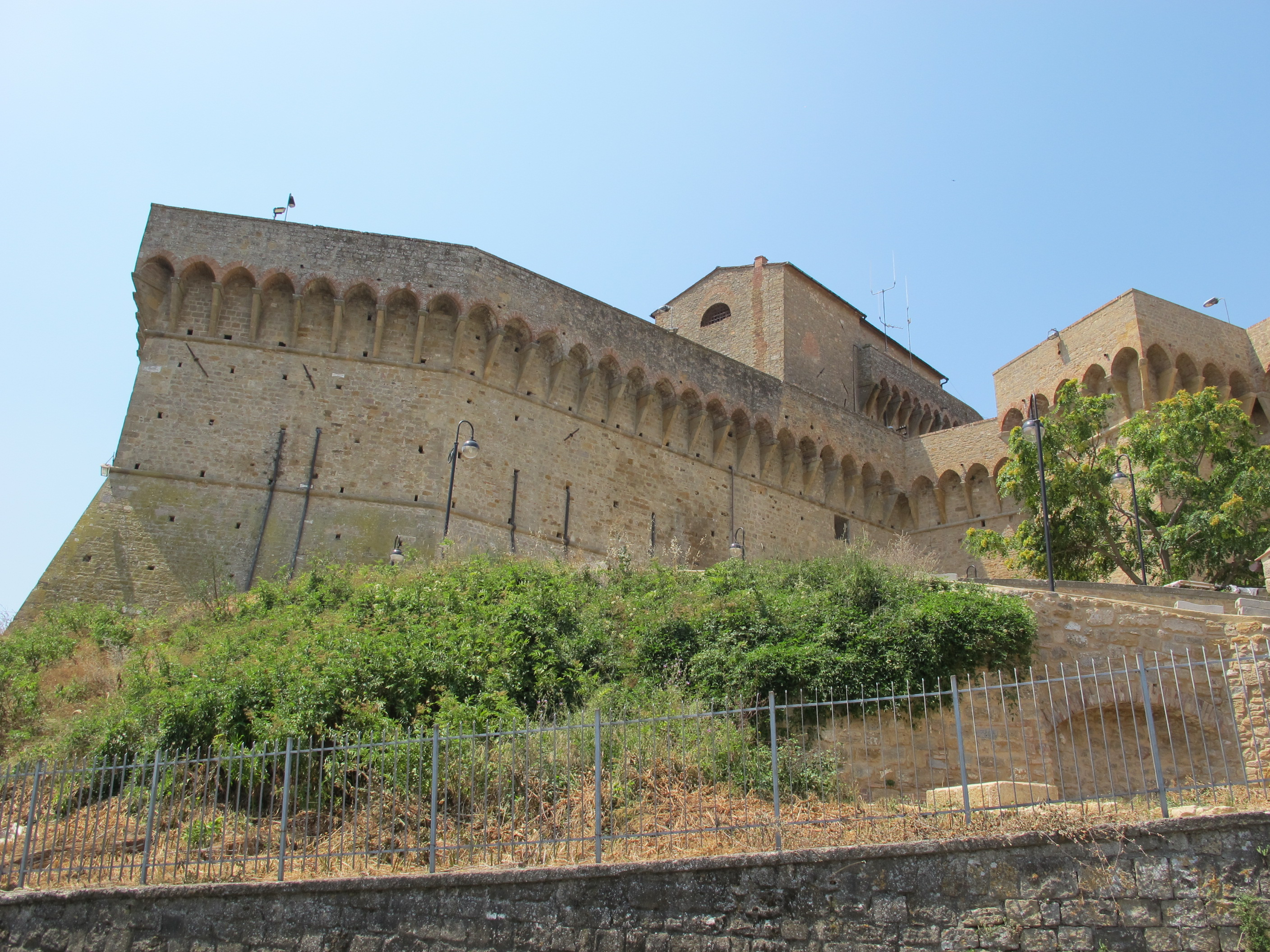
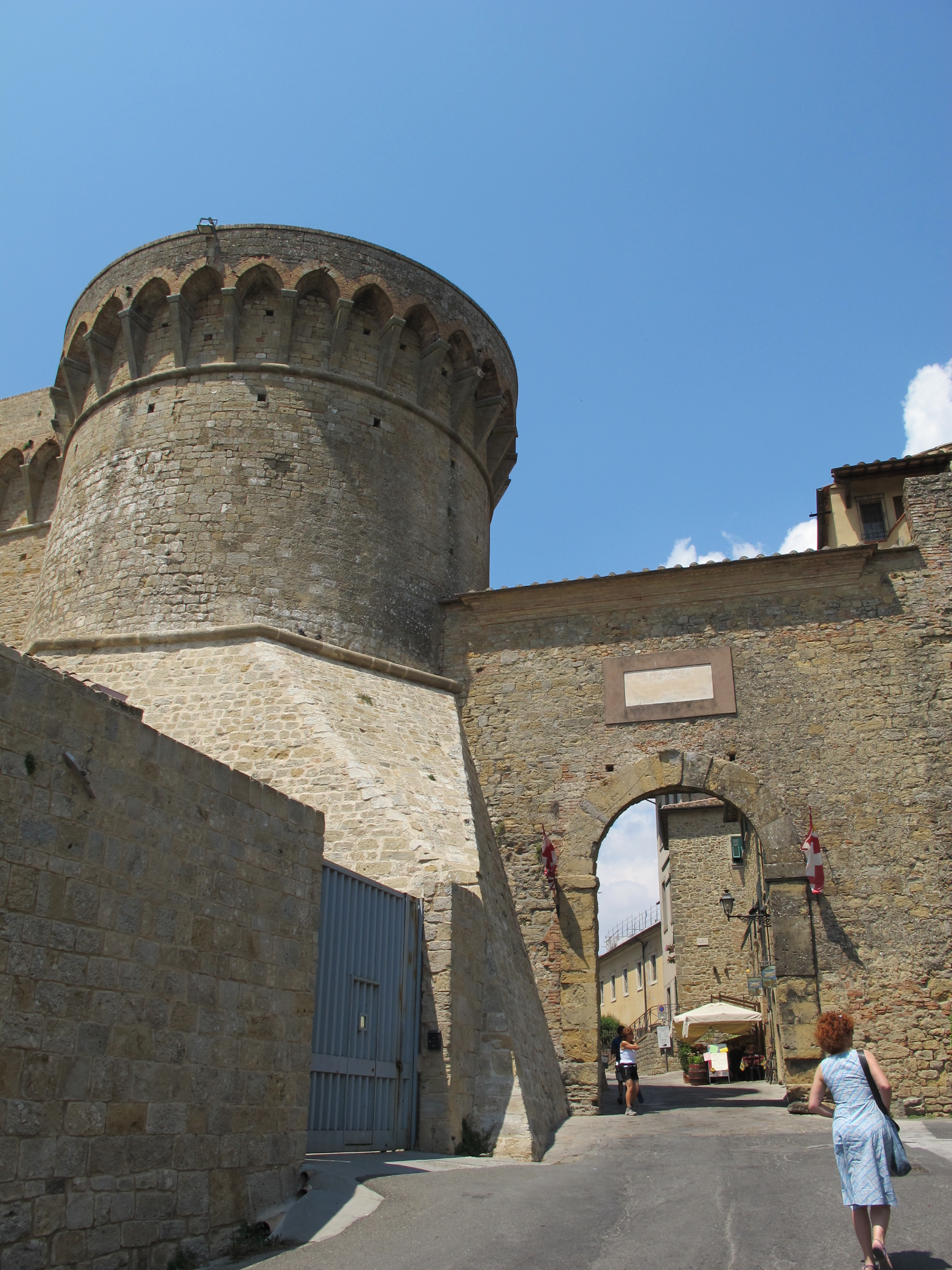
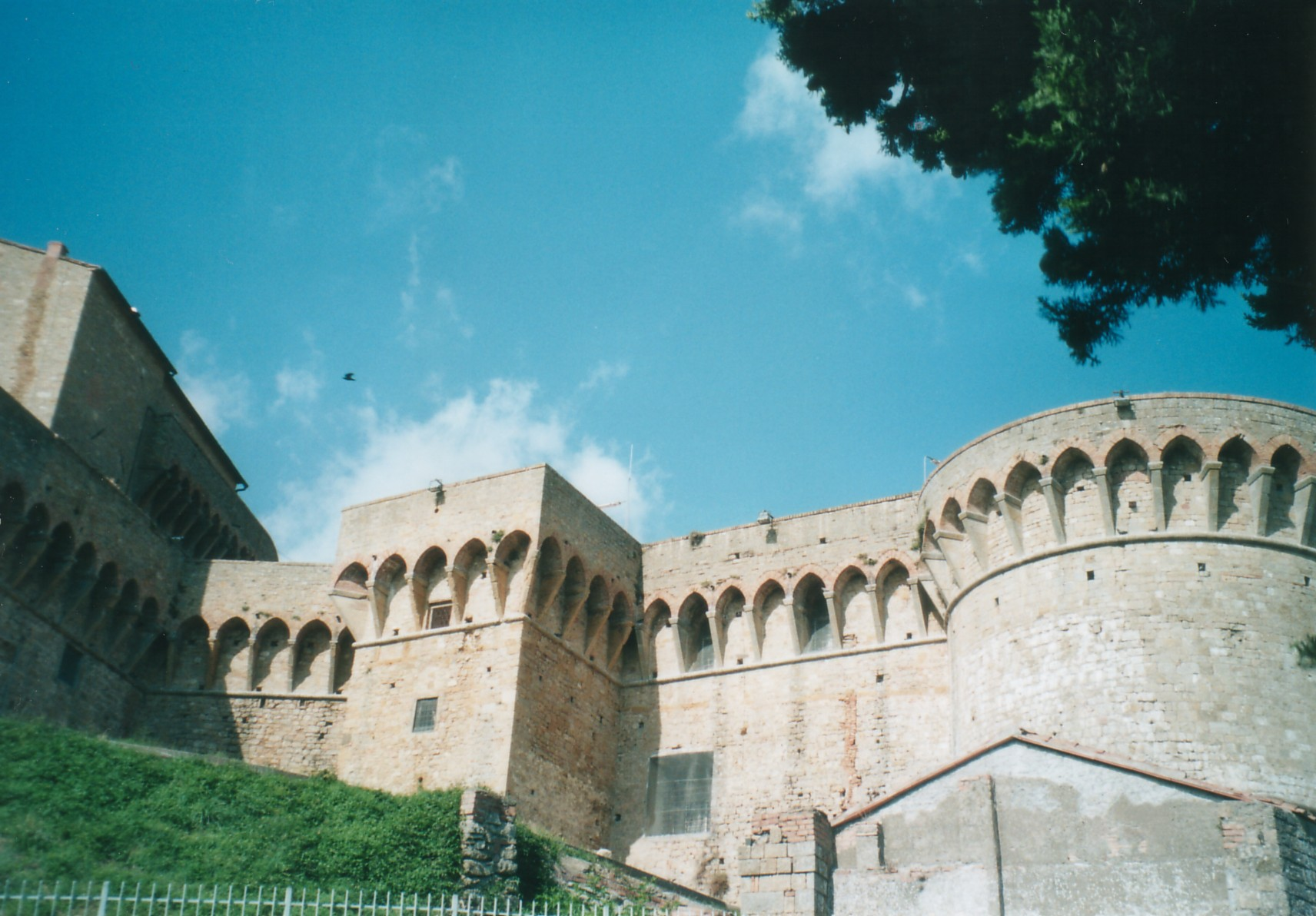